# 蒙蒂 (热尔省)
蒙蒂（法語：Monties，法語發音：[mɔ̃ti]）是法国热尔省的一个市镇，属于米朗德区。

## 地理
蒙蒂（43°23'24"N, 0°40'35"E）面积10.55 平方千米，位于法国奧克西塔尼大區热尔省，该省份为法国西南部内陆省份，北起顺时针与洛特-加龙省、塔恩-加龙省、上加龙省、上比利牛斯省、大西洋比利牛斯省和朗德省接壤。
与蒙蒂接壤的市镇（或旧市镇、城区）包括：戈让、梅扬、塞尔。

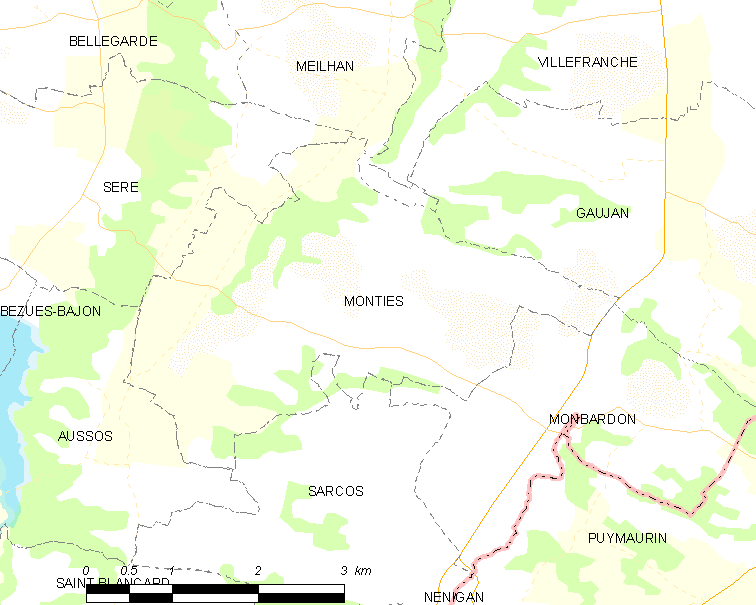
的OSM定位图

蒙蒂的时区为UTC+01:00、UTC+02:00（夏令时）。

## 行政
蒙蒂的邮政编码为32420，INSEE市镇编码为32287。

## 政治
蒙蒂所属的省级选区为阿斯塔拉克-日莫讷县。

## 人口

1962-2008年间人口变化图示

蒙蒂于2022年1月1日时的人口数量为82人。